# Альбіон (Іллінойс)
Альбіон (англ. Albion) — місто (англ. city) в США, в окрузі Едвардс штату Іллінойс. Населення — 1971 особа (2020).

## Географія
Альбіон розташований за координатами 38°22′36″ пн. ш. 88°3′33″ зх. д. / 38.37667° пн. ш. 88.05917° зх. д. (38.376609, -88.059063). За даними Бюро перепису населення США в 2010 році місто мало площу 5,69 км², з яких 5,57 км² — суходіл та 0,12 км² — водойми.

### Клімат
| Клімат : Альбіон      | Клімат : Альбіон | Клімат : Альбіон | Клімат : Альбіон | Клімат : Альбіон | Клімат : Альбіон | Клімат : Альбіон | Клімат : Альбіон | Клімат : Альбіон | Клімат : Альбіон | Клімат : Альбіон | Клімат : Альбіон | Клімат : Альбіон | Клімат : Альбіон |
| Показник              | Січ.             | Лют.             | Бер.             | Квіт.            | Трав.            | Черв.            | Лип.             | Серп.            | Вер.             | Жовт.            | Лист.            | Груд.            | Рік              |
| Середній максимум, °C | 4,4              | 6,5              | 12,9             | 19,8             | 25,3             | 30,2             | 32,2             | 31,4             | 27,9             | 21,3             | 13,2             | 6,2              | 19,3             |
| Середній мінімум, °C  | −4,9             | −3,8             | 1,7              | 7,4              | 12,8             | 17,6             | 19,6             | 18,6             | 14,8             | 8,2              | 2,4              | −2,9             | 7,6              |
| Норма опадів, мм      | 81               | 69               | 112              | 112              | 122              | 104              | 91               | 86               | 76               | 74               | 94               | 84               | 1102             |
| --------------------- | ---------------- | ---------------- | ---------------- | ---------------- | ---------------- | ---------------- | ---------------- | ---------------- | ---------------- | ---------------- | ---------------- | ---------------- | ---------------- |
| Джерело: Weatherbase  |                  |                  |                  |                  |                  |                  |                  |                  |                  |                  |                  |                  |                  |

## Демографія
Згідно з переписом 2010 року, у місті мешкало 1988 осіб у 884 домогосподарствах у складі 528 родин. Густота населення становила 350 осіб/км². Було 977 помешкань (172/км²).
Расовий склад населення:
| - 97,6 % — білих - 0,3 % — чорних або афроамериканців - 0,3 % — азіатів - 0,1 % — корінних американців |

До двох чи більше рас належало 1,3 %. Частка іспаномовних становила 1,4 % від усіх жителів.
За віковим діапазоном населення розподілялося таким чином: 23,5 % — особи молодші 18 років, 56,3 % — особи у віці 18—64 років, 20,2 % — особи у віці 65 років та старші. Медіана віку мешканця становила 42,0 року. На 100 осіб жіночої статі у місті припадало 92,1 чоловіків; на 100 жінок у віці від 18 років та старших — 87,0 чоловіків також старших 18 років.
Середній дохід на одне домашнє господарство становив 43 609 доларів США (медіана — 36 250), а середній дохід на одну сім'ю — 54 944 долари (медіана — 46 635). Медіана доходів становила 39 615 доларів для чоловіків та 31 523 долари для жінок. За межею бідності перебувало 19,0 % осіб, у тому числі 26,0 % дітей у віці до 18 років та 14,0 % осіб у віці 65 років та старших.
Цивільне працевлаштоване населення становило 931 осіб. Основні галузі зайнятості: виробництво — 27,9 %, освіта, охорона здоров'я та соціальна допомога — 17,8 %, роздрібна торгівля — 14,1 %.